# Сакисима
Острова Сакиси́ма (яп. 先島諸島 Сакисима-сёто:) — группа островов в западной части Тихого океана, в юго-западной части префектуры Окинава. Принадлежат Японии.
Острова Сакисима находятся между островом Окинава на севере и Тайванем на юге и относятся к архипелагу Рюкю. Они, в свою очередь, также делятся на три группы:
- острова Мияко на востоке
- острова Яэяма на западе
- острова Сэнкаку на севере.

Острова Сакисима вытянулись в цепь длиной в 280 километров и занимают площадь в 817 км². Общая численность населения островов составляет 108 тысяч человек (на 2005 год).
Государственная принадлежность островов Сэнкаку у Японии оспаривается КНР и Тайванем.